# USS Tisdale (DE-33)
USS Tisdale (DE-33) là một tàu hộ tống khu trục lớp Evarts được Hải quân Hoa Kỳ chế tạo trong Chiến tranh Thế giới thứ hai. Nó là chiếc tàu chiến thứ hai của Hải quân Mỹ được đặt theo tên Trung tá Hải quân Ryland Dillard Tisdale (1894–1942), người phục vụ trong cả hai cuộc thế chiến và đã tử trận tại Mindanao, Philippines; ông được tặng thưởng Huân chương Chữ thập Hải quân và được truy tặng Huân chương Ngôi sao Bạc. Nó đã phục vụ cho đến khi chiến tranh kết thúc, xuất biên chế vào ngày 12 tháng 10, 1945 và xóa đăng bạ vào ngày 28 tháng 11, 1945. Con tàu bị bán để tháo dỡ vào ngày 2 tháng 2, 1948. Tisdale được tặng thưởng bốn Ngôi sao Chiến trận do thành tích phục vụ trong Thế Chiến II.

## Thiết kế và chế tạo
Những chiếc thuộc lớp tàu khu trục Evarts có chiều dài chung 289 ft 5 in (88,21 m), mạn tàu rộng 35 ft 1 in (10,69 m) và độ sâu mớn nước khi đầy tải là 8 ft 3 in (2,51 m). Chúng có trọng lượng choán nước tiêu chuẩn 1.140 tấn Anh (1.160 t); và lên đến 1.430 tấn Anh (1.450 t) khi đầy tải. Hệ thống động lực bao gồm bốn động cơ diesel General Motors Kiểu 16-278A nối với bốn máy phát điện để vận hành hai trục chân vịt; công suất 6.000 hp (4.500 kW) cho phép đạt được tốc độ tối đa 21 kn (24 mph; 39 km/h), và có dự trữ hành trình 4.150 nmi (4.780 mi; 7.690 km) khi di chuyển ở vận tốc đường trường 12 kn (14 mph; 22 km/h).
Vũ khí trang bị bao gồm ba pháo 3 in (76 mm)/50 cal trên tháp pháo nòng đơn có thể đối hạm hoặc phòng không, một khẩu đội 1,1 inch/75 caliber bốn nòng và chín pháo phòng không Oerlikon 20 mm. Vũ khí chống ngầm bao gồm một dàn súng cối chống tàu ngầm Hedgehog Mk. 10 (có 24 nòng và mang theo 144 quả đạn); hai đường ray Mk. 9 và tám máy phóng K3 Mk. 6 để thả mìn sâu.
Tisdale được đặt lườn như là chiếc BDE-33 tại Xưởng hải quân Mare Island, ở Vallejo, California vào ngày 23 tháng 1, 1943. Tuy nhiên Hải quân Hoa Kỳ quyết định giữ lại con tàu, nên đổi tên nó thành Tisdale và xếp lại lớp như là chiếc DE-33 vào ngày 23 tháng 6, 1943. Nó được hạ thủy vào ngày 28 tháng 6, 1943, được đỡ đầu bởi bà Elizabeth M. Tisdale, Jr.; và nhập biên chế cùng Hải quân Hoa Kỳ vào ngày 11 tháng 10, 1943 dưới quyền chỉ huy của Hạm trưởng, Thiếu tá Hải quân Theodore Wolcott.

## Lịch sử hoạt động
Sau khi hoàn tất việc chạy thử máy, Tisdale rời đảo Treasure, California vào ngày 5 tháng 12, 1943 để hướng đến khu vực quần đảo Hawaii, đi đến Trân Châu Cảng sáu ngày sau đó. Nó thực hành huấn luyện tại khu vực phụ cận Oahu cho đến ngày 23 tháng 12, khi nó khởi hành hướng sang khu vực Trung tâm Thái Bình Dương. Sau các chặng dừng tại đảo Canton và Abemama, nó đi đến đảo san hô vòng Tarawa thuộc quần đảo Gilbert vào ngày 9 tháng 1, 1944. Từ ngày 16 đến ngày 20 tháng 1, nó thực hiện hai chuyến hộ tống vận tải giữa Tarawa và Funafuti thuộc quần đảo Ellice, kết thúc tại Funafuti vào ngày 20 tháng 1. Đến ngày 23 tháng 1, nó rời Funafuti để tham gia Chiến dịch Flintlock, cuộc tấn công đổ bộ lên các đảo san hô vòng Kwajalein và Majuro thuộc quần đảo Marshall. Tuy nhiên con tàu không tham gia hoạt động tác chiến nào và chỉ đi đến Majuro sau khi đảo này đã được bình định.
Quay trở về Trân Châu Cảng vào ngày 13 tháng 2, Tisdale được sửa chữa cho đến đầu tháng 3, rồi lên đường vào ngày 3 tháng 3 để đi sang khu vực Marshall. Sau khi ghé qua đảo Johnston, nó đi đến Majuro vào ngày 12 tháng 3, rồi khởi hành ba ngày sau đó hộ tống một đoàn tàu khi sang khu vực quần đảo Gilbert. Nó đi đến Tarawa và hoạt động hộ tống cho tàu bè ra vào vũng biển này trong gần hai tháng tiếp theo. Nó cùng các tàu chị em Fleming (DE-32) và Eisele (DE-34) rời vũng biển Tarawa vào ngày 12 tháng 5 để quay trở về Trân Châu Cảng, đến nơi vào ngày 19 tháng 5.
Sau khi được bảo trì trong mười ngày, Tisdale khởi hành vào ngày 29 tháng 5 hộ tống cho lực lượng dự bị dưới quyền Chuẩn đô đốc William H. P. Blandy tham gia chiến dịch quần đảo Mariana. Lực lượng ghé lại khu vực Kwajalein từ ngày 9 đến ngày 11 tháng 6 trước khi tiếp tục hành trình. Cuộc đổ bộ chính diễn ra tại Saipan vào ngày 15 tháng 6, tuy nhiên lực lượng thuộc quyền Đô đốc Blandy vẫn còn cách mục tiêu một quãng đường; sang ngày hôm sau Đô đốc Raymond A. Spruance, Tư lệnh Đệ Ngũ hạm đội quyết định tung lực lượng dự bị này cùng với Sư đoàn 27 Bộ binh đổ bộ lúc chiều tối. Sau khi lực lượng do nó hộ tống đã đổ bộ lên Saipan, con tàu tuần tra để bảo vệ cho các tàu vận tải.
Trong khi thành phần chủ lực thuộc Đệ Ngũ hạm đội đối đầu với hạm đội Nhật Bản trong trận chiến biển Philippine, Tisdale làm nhiệm vụ bảo vệ cho các tàu vận tải đề phòng máy bay đối phương có thể xuyên qua hàng rào bảo vệ của các tàu sân bay thuộc Lực lượng Đặc nhiệm 58. Vì vậy nó đã không có hoạt động tác chiến nào cho đến ngày 24 tháng 6, khi nó tháp tùng thiết giáp hạm Colorado (BB-45) bắn phá Saipan. Cuối ngày hôm đó, nó cùng tàu vận chuyển cao tốc Stringham (APD-6) hoạt động tại khu vực eo biển Saipan phân cách giữa Tinian và Saipan, nơi họ bắn pháo sáng ban đêm nhằm quấy phá ngăn chặn các nỗ lực cứu viện sang Saipan của đối phương, rồi quay lại nhiệm vụ hộ tống chống tàu ngầm tại khu vực vận chuyển vào sáng ngày hôm sau. Từ ngày 2 tháng 7, nó bắt đầu bảo vệ tàu bè rút lui khỏi Saipan vào ban đêm; rồi sáu ngày sau đó chuyển sang những mục tiêu mới, bắn phá quấy rối ban đêm và bắn pháo sáng các vị trí tại Tinian chung quanh Tinian Town và cảng Sunharon.
Tisdale rời khu vực Mariana vào ngày 12 tháng 7 hộ tống một đoàn tàu vận tải đi Eniwetok, rồi lên đường vào ngày 21 tháng 7 để quay trở lại Mariana. Đi đến ngoài khơi Saipan vào ngày 25 tháng 7, nó tiếp tục nhiệm vụ tuần tra bảo vệ thường lệ trong giai đoạn đổ bộ chiếm đóng Tinian. Ngay trước khi bắt đầu cuộc đổ bộ lên Guam vào ngày 16 tháng 8, con tàu rời khu vực Mariana để quay trở về quần đảo Hawaii, đi ngang qua Eniwetok trước khi đến Trân Châu Cảng vào ngày 27 tháng 8. Sau một đợt bảo trì kéo dài 20 ngày, con tàu hoạt động huấn luyện tại khu vực phụ cận Oahu cho đến đầu tháng 10.
Khởi hành từ Trân Châu Cảng vào ngày 2 tháng 10 để hộ tống một đoàn tàu vận tải, Tisdale đi đến Eniwetok vào ngày 13 tháng 10. Trong giai đoạn tiếp theo cho đến tháng 2, 1945, nó hoạt động hộ tống vận tải phục vụ cho tàu bè đi lại giữa Eniwetok và Ulithi, ngoại trừ một chuyến khứ hồi đến đảo Manus vào cuối tháng 1 và đầu tháng 2. Trong chặng quay trở về vào ngày 3 tháng 2, nó dò được một tín hiệu sonar nghi ngờ và đã tấn công, và cho dù không được chính thức ghi nhận, con tàu có thể đã tiêu diệt được một tàu ngầm đối phương.
Vào ngày 25 tháng 2, Tisdale rời vũng biển Eniwetok để tháp tùng bảo vệ cho Thetis Bay (CVE-90) trong hành trình đi sang Apra Harbor, Guam. Đến nơi vào ngày 28 tháng 2, nó tiếp tục hoạt động phối hợp cùng chiếc tàu sân bay hộ tống sang đầu tháng 3, rồi cả hai lên đường vào ngày 5 tháng 3 để quay trở lại Eniwetok, đến nơi vào ngày 8 tháng 3. Nó lại lên đường ba ngày sau đó hộ tống một đoàn tàu đi Ulithi, và sau khi đến nơi vào ngày 16 tháng 3, nó khởi hành năm ngày sau đó, cùng các tàu sân bay hộ tống thuộc Đơn vị Tàu sân bay Hỗ trợ 2 hướng sang khu vực quần đảo Ryukyu.
Đi đến khu vực hoạt động về phía Nam Okinawa vào ngày 25 tháng 3, hải đội tham gia vào Chiến dịch Iceberg, cuộc đổ bộ lên Oknawa, khi các tàu sân bay tung ra các cuộc không kích hỗ trợ. Tisdale đã trợ giúp khi tuần tra phòng không và chống tàu ngầm. Cho dù không quân đối phương thường xuyên tấn công đội đặc nhiệm, con tàu hầu như không có dịp nổ súng vì những máy bay tuần tra không chiến (CAP) đã ngăn chặn bắn rơi hay đánh đuổi những kẻ tấn công. Đến ngày 31 tháng 3, nó được điều sang Đơn vị Tàu sân bay Hỗ trợ 1 cho những nhiệm vụ tương tự.
Vào ngày 17 tháng 4, Tisdale tiếp cận bãi Hagushi tại Okinawa; rồi rút lui ra khơi để bảo vệ cho hoạt động tiếp nhiên liệu. Sang ngày 20 tháng 4, nó bắt đầu làm nhiệm vụ cột mốc radar canh phòng. Tuy nhiên nó lại được lệnh tháp tùng để bảo vệ cho thiết giáp hạm West Virginia (BB-48) và các tàu tuần dương Portland (CA-33) và Biloxi (CL-80) rút lui về Ulithi. Sau khi ở lại vũng biển trong năm ngày, nó rời Ulithi vào ngày 29 tháng 4, hộ tống một đoàn tàu vận tải hướng sang Okinawa, đi đến ngoài khơi bãi Hagushi vào ngày 3 tháng 5. Trong một tháng tiếp theo, nó đảm trách vai trò cột mốc radar tại nhiều trạm canh phòng khác nhau chung quanh Okinawa, chỉ đôi khi quay lại khu vực neo đậu Kerama Retto để bảo trì và tiếp liệu.
Tisdale rời bùng biển Okinawa vào ngày 14 tháng 6 để đi đến vịnh Leyte, Philippines, và sau khi được sửa chữa nó khởi hành vào ngày 30 tháng 6 để quay trở về Hoa Kỳ ngang qua Eniwetok và Trân Châu Cảng. Nó về đến San Francisco, California vào ngày 1 tháng 8, rồi chuyển đến Portland, Oregon bốn ngày sau đó. Tuy nhiên đến ngày 15 tháng 8, Nhật Bản chấp nhận đầu hàng giúp kết thúc cuộc xung đột. Con tàu được cho xuất biên chế vào ngày 17 tháng 11, 1945; và tên nó được cho rút khỏi danh sách Đăng bạ Hải quân vào ngày 28 tháng 11, 1945. Nó bị bán cho hãng A. G. Schoonmaker Co. tại thành phố New York vào ngày 2 tháng 2, 1948 để tháo dỡ.

## Phần thưởng[2]
|  |                                                       |  |
|  | Bronze star · Bronze star · Bronze star · Bronze star |  |

| Dãi băng Hoạt động Tác chiến (truy tặng) |                                                                         |                                                                         |                                      |
| Huân chương Chiến dịch Hoa Kỳ            | Huân chương Chiến dịch Châu Á-Thái Bình Dương với 4 Ngôi sao Chiến trận | Huân chương Chiến dịch Châu Á-Thái Bình Dương với 4 Ngôi sao Chiến trận | Huân chương Chiến thắng Thế Chiến II |